# Karl-Marx-Siedlung (Schipkau)

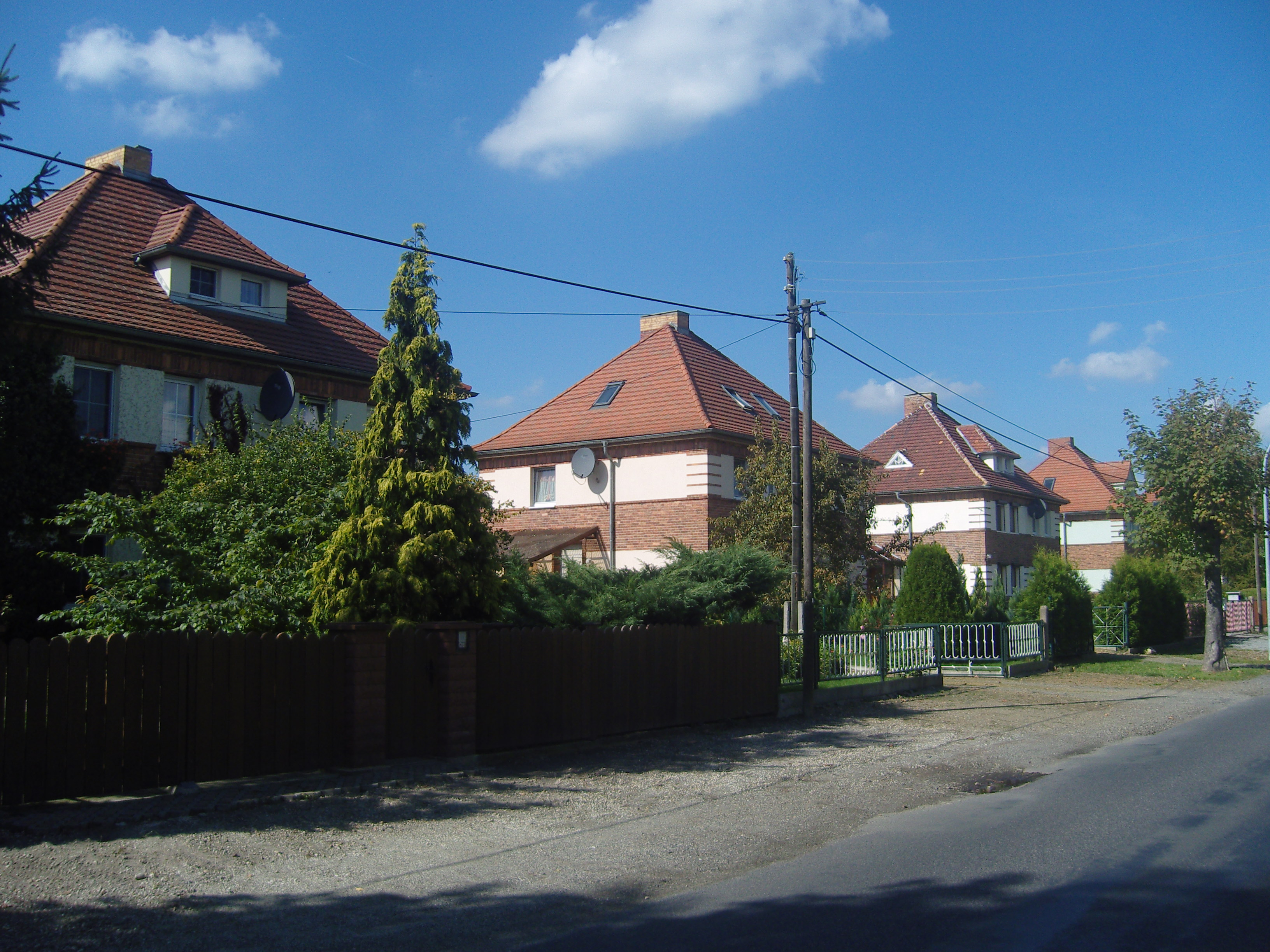
Straßenansicht

Die Karl-Marx-Siedlung ist eine Straßensiedlung des Schipkauer Ortsteils Annahütte, ursprünglich war sie eine der drei Arbeitersiedlungen der Annahütter Glaswerke.